# Белоцерковский, Нахман Овсеевич
На́хман (Наум) Овсе́евич Белоцерко́вский (1900—1938) — советский военный деятель, инженер и организатор производства, кавалер ордена Красного Знамени РСФСР (1921). 

## Биография
Участник Гражданской войны, помощник военкома 3-го сводного полка. В 1930-е годы — старший инженер, начальник отдела «скоростной шаропоезд» и заместитель начальника треста опытного машиностроения Народного комиссариата путей сообщения СССР.
Репрессирован и расстрелян 8 февраля 1938 года. Посмертно реабилитирован в 1956 году.

## Семья
- Отец — Овсей Гершкович Белоцерковский.
- Жена — Шейна (Софья) Моисеевна Белоцерковская (1902, Заиченцы — 1962, Москва), врач, научный сотрудник Государственного научно-исследовательского института обмена веществ и эндокринных расстройств Наркомздрава СССР под руководством И. И. Казакова, была арестована 10 февраля 1938 года как член семьи изменника Родины и осуждена на 8 лет исправительно-трудовых лагерей, срок отбывала в Акмолинском лагере жён изменников Родины, затем до 1946 года в Карлаге[3][4].
  - Дочь — Лена Нахмановна Белоцерковская (1926, Москва — 1998, Хайфа), художник и график.
  - Дочь — Галина Наумовна Глаголева (1929—2010), учительница.
    - Внучка — Вера Витальевна Глаголева, актриса[5].

### Награды
- Орден Красного Знамени, 1921[6].